# Time (tijdschrift)
Time (gestileerd als TIME, ook wel Time Magazine genoemd) is een Amerikaans verschijnend opinieblad dat wereldwijd invloed heeft. Het werd opgericht in 1923 en wordt uitgegeven door het tijdschriftenconcern Time Inc.. Bijna een eeuw lang werd het wekelijks gepubliceerd, maar vanaf maart 2020 is het overgestapt op een publicatie eens in de twee weken.

## Geschiedenis

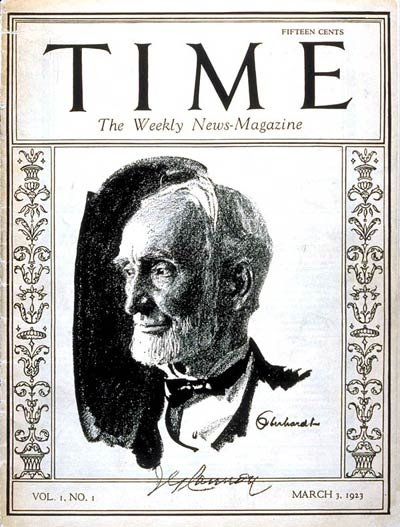
Omslag van de eerste Time

Sinds de eerste uitgave op 3 maart 1923 is Time gevestigd in New York. Het is het eerste wekelijkse nieuwsblad in de Verenigde Staten, opgericht door Briton Hadden (1898-1929) en Henry Luce (1898-1967). Ze werkten eerder samen als voorzitter en hoofdredacteur van de Yale Daily News. De oprichters wilden een lichter, spannender geschreven blad uitbrengen dan de toen gangbare opiniebladen. De eerste editie had 28 bladzijden en bevatte onder meer artikelen over het Amerikaanse alcoholverbod en de hongersnood in Rusland. Het blad Time heeft inmiddels internationale edities voor Europa, Azië en Canada, alsmede een editie voor kinderen. In totaal ligt de oplage boven de 5 miljoen.

### Eigenaarschap
Het blad bleef lang zelfstandig, hoewel de uitgeverij steeds meer titels uitbracht, zoals het fotoblad Life. In 1990 fuseerde het tijdschriftenbedrijf met Warner (van het filmbedrijf Warner Brothers), in 1996 met het bedrijf Turner Broadcasting System (eigenaar van de tv-zender CNN) en in 2000 met Internetbedrijf America Online (AOL). In 2014 kwam Time Inc. los te staan van TimeWarner en kreeg een eigen beursnotering. Sinds 2018 is Time in handen van Salesforce-oprichter Marc Benioff, die het heeft overgenomen van Meredith Corporation. Benioff geeft het tijdschrift momenteel uit via het bedrijf Time USA, LLC.

## Personen inTime
Time legt vaak de nadruk op de belangrijke personen op het wereldtoneel. Meestal staat er een persoon op de omslag. Ook heeft het blad een aantal tradities in het belichten van de groten der aarde.
Time is het bekendst van de jaarlijkse uitverkiezing van de "Person of the Year" (tot en met 1998 "Man of the Year"). In december van ieder jaar kiest de redactie een persoon uit die in het afgelopen jaar van grote invloed is geweest in de wereld. In 2004 was dit de Amerikaanse president George W. Bush, maar ook Charles Lindbergh (als eerste, in 1927), Adolf Hitler en Jozef Stalin hebben de eer gehad. Aan het eind van de twintigste eeuw verkozen de lezers van Time Albert Einstein tot "Person of the Century". In 2017 werd #metoo als persoon van het jaar verkozen.
Sinds 2004 publiceert Time in april de "Time 100", een lijst van de honderd invloedrijkste personen ter wereld. De Nederlanders die op de lijst gepubliceerd werden, zijn:
- 2005: Ayaan Hirsi Ali, politica.
- 2008: Rem Koolhaas, architect, en Neelie Kroes, eurocommissaris.[3]
- 2007: Frans de Waal, bioloog.[4]
- 2016: Maxima, koningin der Nederlanden.
- 2020: Rebecca Gomperts, vrouwenrechten-activist.

In 2020 nam Time de ontwerper van de sheltersuit Bas Timmer op in de top 10 van Next Generation Leaders.

## Personen op de omslag vanTime

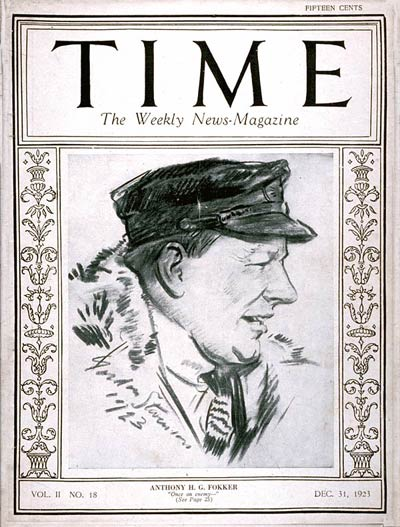
Anthony Fokker op de omslag van Time (31 december 1923)

Op de omslag van Time Magazine staat vanaf het begin een foto, meestal van een prominente persoon, sinds 1927 met een rood kader eromheen. Daar is sindsdien slechts achtmaal van afgeweken; zo werd na de aanslagen op 11 september 2001 een foto met een zwart kader geplaatst.
De meest geportretteerde persoon was Richard Nixon, die tussen 1952 en 1994 55 maal op de omslag stond.
Twaalf Nederlanders hebben op de omslag van Time gestaan:
- Anthony Fokker (1923)
- Koningin Wilhelmina (1935, 1939 en 1946)
- Hubertus van Mook (1941)
- Hein ter Poorten (1942)
- Conrad Helfrich (1942)
- Koningin Juliana (1948)
- John Loudon (1960)
- Willem Visser 't Hooft (1961)
- Maarten Schmidt (1966)[6]
- Doutzen Kroes (2006)
- Geert Wilders (2017, samen met Marine Le Pen)
- Max Verstappen (2023)[7]

In 1961 stond de in Amsterdam geboren Zuid-Afrikaan Hendrik Verwoerd op de omslag.
Zes Belgen hebben op de omslag van Time gestaan:
- Koning Albert I (1928)
- Paul van Zeeland (1937)
- Koning Leopold III (1937 en 1940 en in 1949 met Lilian Baels)
- Paul-Henri Spaak (1948)
- Koning Boudewijn (1951)